# Армфельт, Александра Владимировна
Графиня Александра Владимировна Армфельт (швед. Alexandrine Armfelt; в замужестве Железнова; 16 сентября 1866, Турку — 6 марта 1933, Ленинград) — русская женщина-композитор из финляндского рода Армфельтов, дочь действительного статского советника В.А.Армфельта, внучка государственного деятеля А. Г. Армфельта.
Училась у Антона Рубинштейна, затем сблизилась с Милием Балакиревым и Николаем Римским-Корсаковым. Первое сочинение, фортепианный этюд, опубликовала в 1893 году.
В 1895 году вышла замуж за офицера Владимира Феофилактовича Железнова (1863—1920), проходившего службу на Урале, и вместе с ним собрала и опубликовала сборник песен уральских казаков. Сборник был издан в 1899 году в Петербурге в издательстве Ю. Г. Циммерманна. Он имел большой успех, был быстро распродан, и в 1901–1903 годах Циммерманн его дважды переиздавал. Это единственное до последнего времени издание песен уральских казаков, опубликованное с напевами, которое может быть использовано как практическое пособие современными уральскими фольклорными коллективами. Именно в сборнике Александры и Владимира Железновых «Песни уральских казаков» был опубликован самый первый письменный вариант известной казачьей песни «Ой, то не вечер, то не вечер…» (под названием «Разин видит сон»). 
В 1903–1914 годах Александра Железнова создает целый цикл романсов: «Ручьи сливаются с рекой» (на стихи Шелли; посвящен мужу), «Звезды» (на стихи А. Фета), «Сирень распустилась у двери твоей» (стихи К.Р. — великого князя Константина Романова; посвящен композитору М. Балакиреву), «Я б тебя поцеловала» (стихи А. Майкова). Александра Владимировна пишет романсы и на собственные стихи — «Люби меня», «Как безумно еще до сих пор» (посвящен знаменитому певцу Н. Фигнеру) и другие. Неизменный успех также имели ее пьесы для виолончели, скрипки, фортепиано. Преподавала на музыкальных курсах Рапгофа.
После Октябрьской революции 1917 года Александру Владимировну и ее дочерей Людмилу и Ксению выселили из квартиры на Конногвардейском бульваре, 15.  Период 1918–1933 годов был самым тяжелым в ее жизни: постоянный поиск жилья, работы, хроническое недоедание: она работала тапёром, давала частные уроки.
Похоронена на Большеохтинском кладбище.
Сыновья Железновых — Борис, Вячеслав и Игорь погибли во время Гражданской войны.
Ее дочь Ксения Владимировна Железнова-Осечкина (1903—после 1961) и внук Всеволод Владимирович Осечкин (род. 1939) восстановили и опубликовали большую часть наследия композитора, многое из которого погибло во время блокады и состояло из разрозненных листов и даже отдельных кусочков нот.  
В 1966 году, впервые после долго молчания, романсы Железновой прозвучали на «Музыкальных средах» Ю.Б. Перепёлкина. В 2002 году вышел сборник её произведений, включивший в себя как романсы, так и инструментальные произведения. В 2008 году на концерте в Центральном доме литераторов в Москве целое отделение было посвящено памяти А. В. Железновой.